# Comuna Cearivne, Velîka Oleksandrivka
Cearivne (în ucraineană Чарівне) este o comună în raionul Velîka Oleksandrivka, regiunea Herson, Ucraina, formată din satele Cearivne (reședința), Dmîtrenka, Kostomarove și Krasnosilske.

## Demografie
Componența lingvistică a comunei Cearivne
     Ucraineană (95,62%)
     Română (3,16%)
     Rusă (1,09%)
Conform recensământului din 2001, majoritatea populației comunei Cearivne era vorbitoare de ucraineană (95,62%), existând în minoritate și vorbitori de română (3,16%) și rusă (1,09%).